# Ladislav Oliva
Ladislav Oliva (* 21. srpna 1933 Chudeřice) je český sklářský výtvarník.

## Život
Mezi roky 1948 a 1951 studoval na Odborné škole sklářské v Kamenickém Šenově pod vedením profesorů Josefa Khýna a Reného Roubíčka. Následně pokračoval na Vysoké škole uměleckoprůmyslové v Praze, kde studoval u profesora Josefa Kaplického. Po škole působil v letech 1957 až 1964 v podniku Borské sklo Nový Bor na pozici designéra a následně ve sklárnách Bohemia v Poděbradech, a to mezi roky 1964 a 1969. Pak až do roku 1993 vyučoval na Střední uměleckoprůmyslové škole sklářské v Železném Brodě a na Střední uměleckoprůmyslové škole sklářské v Kamenickém Šenově.
Patřil mezi členy Skupiny 7, uskupení Iniciativa, dále Glassfora Nový Bor a Sklářského sdružení Praha. Navrhoval kolekce z broušeného skla, ale pracoval i s hutním sklem, ze kterého vytvářel rotační objekty. Věnoval se také tvorbě pro architekturu a medailérství.
Jeho tvorbu mají ve svých sbírkách muzea nejen v České republice, ale také v zahraničí.